# Alexander Archipenko

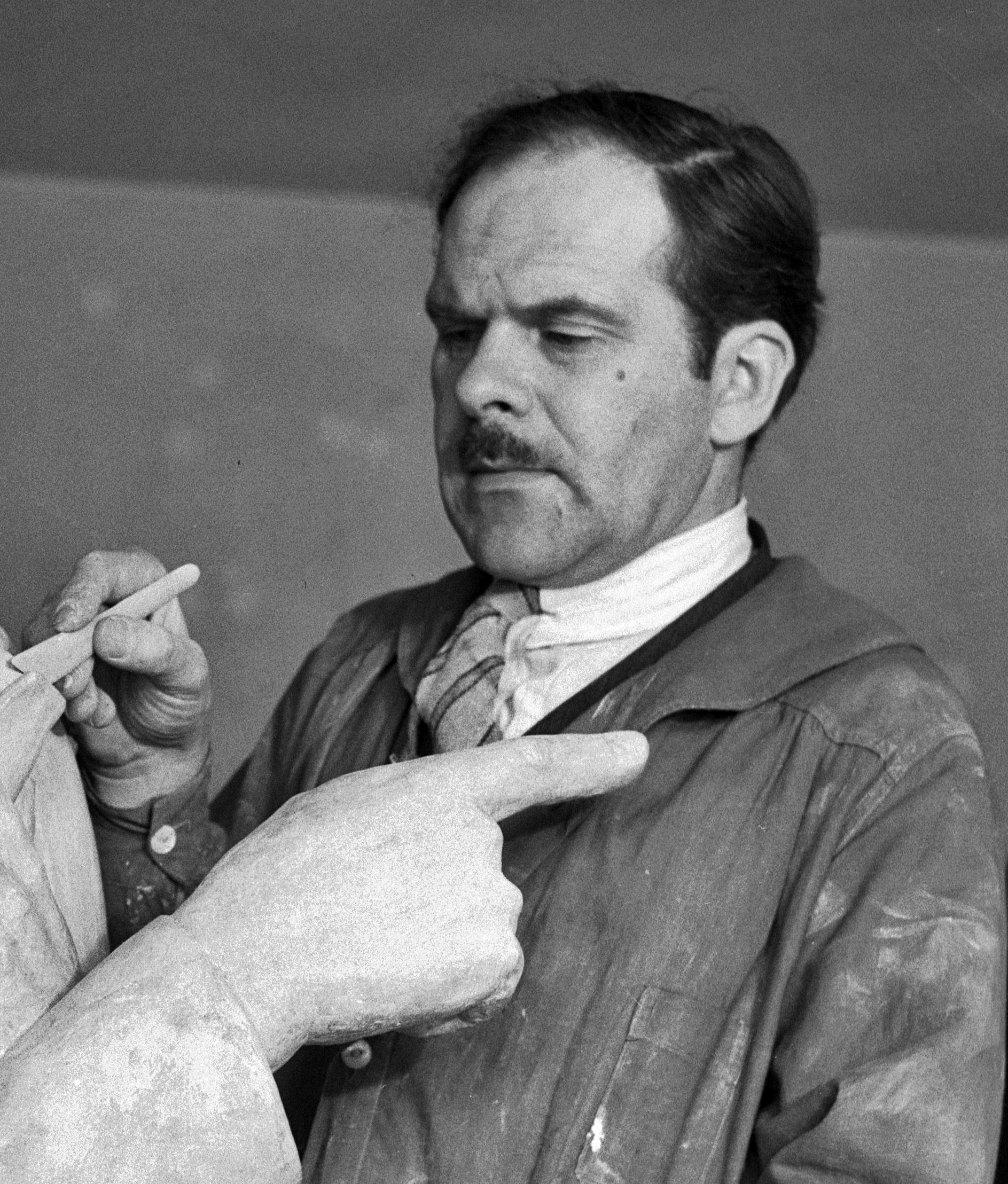
Alexander Archipenko, 1935

Alexander Porfyrowytsch Archipenko (ukrainisch Олександр Порфирович Архипенко; * 30. Mai 1887 in Kiew, Russisches Kaiserreich; † 25. Februar 1964 in New York, N.Y.) war ein amerikanischer Bildhauer ukrainischer Herkunft. Er gehört zu den Wegbereitern der modernen Bildhauerei.

## Leben
Archipenko war der Sohn eines Mechanikers, er studierte von 1902 bis 1905 Malerei sowie Bildhauerei an der Kunstakademie in Kiew. Nach einem Verweis wegen Rebellion gegen akademische Lehrmethoden im Jahre 1906 arbeitete er selbstständig in Moskau. Neben seiner formalen Ausbildung interessierte er sich für die antike Kunst der Ukraine - Steinskulpturen von Frauen, die als „Babas“ bekannt sind, skythische Werke sowie solche aus der neolithischen Trypillian-Kultur, die zu dieser Zeit in der Region ausgegraben wurden. Diese sollten seine Arbeit während seiner gesamten Laufbahn beeinflussen, ebenso wie die altägyptische, präkolumbianische und byzantinische Kunst. Seine polychromen Skulpturen wurden in seiner ersten Ausstellung 1906 in einem Dorf in der Nähe von Kiew ausgestellt. Im Jahr 1908 verließ er Russland, um Anschluss an die moderne westeuropäische Plastik zu bekommen. Er zog zunächst nach Paris, wo er an der École des Beaux-Arts studierte, die er aufgrund der dortigen Kunstauffassung wieder verließ. 1911 eröffnete Archipenko seine erste Kunstschule, trat 1912 der Section d’Or bei und begegnete unter anderem Pablo Picasso.
Zu Beginn seines Schaffens formte Archipenko stilisierte Objekte mit fließenden Formen. 1910 übertrug er als erster Bildhauer den Kubismus auf die Plastik und entwickelte von 1910 bis 1914 die Skulpto-Malerei. Dabei entstanden Figuren mit Leerräumen, bei denen konvexe Formen in konkave übergingen. Die Schreitende Frau aus dem Jahr 1912 war eines der ersten Beispiele für diese neue Richtung. Seit 1910 stellte er seine Arbeiten öffentlich aus; nach 1919 sowohl in ganz Europa als auch in den USA. Von 1920 bis 1923 lebte Archipenko in Berlin, wo er eine weitere Kunstschule gründete und Studenten unterrichtete.

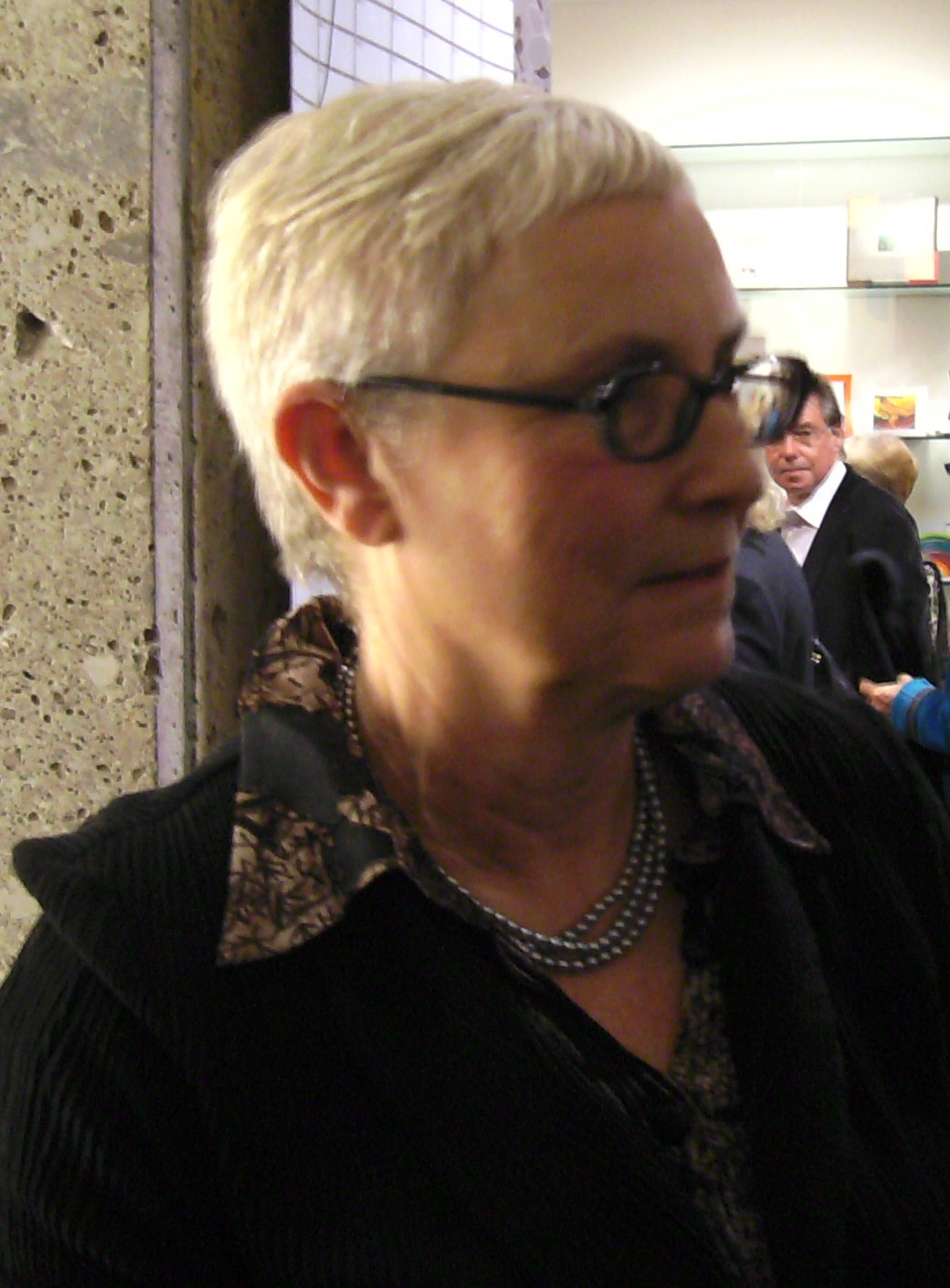
Frances Archipenko-Gray

1921 heiratete Archipenko Gela Forster, geb. Angelica Schmitz, eine junge Bildhauerin, die er in Dresden kennengelernt hatte, wo Gela Mitglied der Dresdner Sezession Gruppe 1919 war. Forster war die Tochter des Architekten Bruno Schmitz, ihre Mutter war Sängerin.
In einer späteren Ehe war Archipenko verheiratet mit Frances Archipenko-Gray.
1923 wanderten die Archipenkos nach Amerika aus, zunächst nach New York, wo Archipenko an verschiedenen Kunstschulen lehrte, so von 1935/36 an der Washington State University, und 1937 in Chicago die School of Creative Fine Arts eröffnete. Dort lehrte er zudem am von László Moholy-Nagy gegründeten Neuen Bauhaus. Archipenko entwickelte 1924 eine bewegliche Malerei, die Archipentura. Im Jahr 1927 wurde ihm dafür ein USA-Patent erteilt (Methods of Decorating Changeable Display Apparatus).
1939 kehrte er wieder nach New York zurück. 1946 experimentierte er mit Licht an von innen beleuchteten Plastiken aus durchsichtigen Materialien wie Plexiglas, Glas und anderen.
Im Jahr 1962 wurde Archipenko in die American Academy of Arts and Letters gewählt.

## Nachlass
Archipenko setzte das Saarlandmuseum (Saarbrücken) zum Erben seiner Gipsmodelle ein. Der reiche Bestand an Originalgipsen des Wegbereiters der Skulptur des 20. Jahrhunderts zählt zu den besonders wertvollen und dabei konservatorisch anspruchsvollen Schätzen des Museums. Seit seiner ersten Einzelausstellung im Folkwang Museum (Hagen) im Jahr 1912 hatte Archipenko zeitlebens Kontakte mit deutschen Museen und Ausstellungshäusern gepflegt. Im Jahr 1960 richtete der damalige Direktor des Saarlandmuseums Rudolf Bornschein dem bereits international anerkannten Bildhauer eine bedeutende Retrospektive aus. Die freundschaftliche Verbundenheit, die sich darauf zwischen Archipenko und Bornschein entwickelte, veranlasste den Künstler, das Saarlandmuseum zum Erben von 107 seiner Gipsmodelle zu bestimmen. Mit den in der Folge hinzu erworbenen Bronzegüssen weiterer Werke Archipenkos vermittelt die Saarbrücker Sammlung einen nahezu lückenlosen Überblick über die künstlerische Entwicklung des Bildhauers von 1908 bis 1963.

## Werke (Auswahl)
- 1909: Sorrow

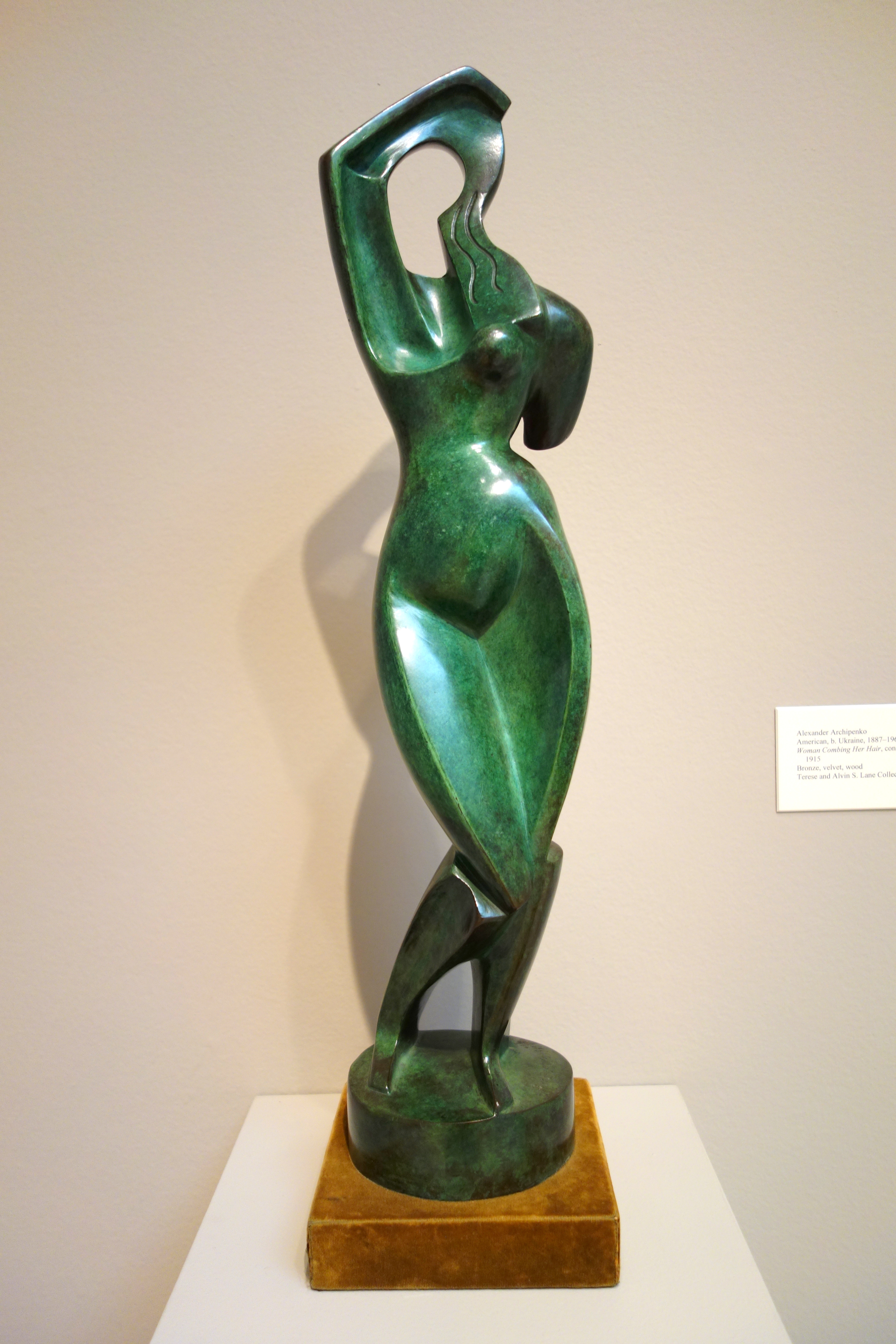
Woman combing her hair

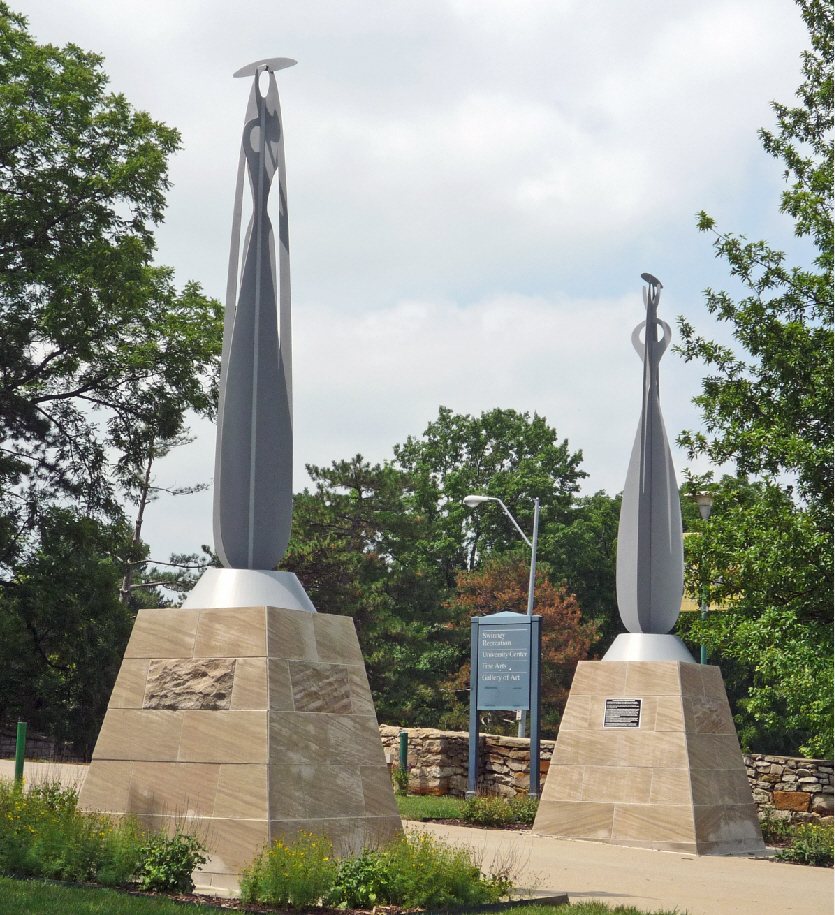
Iron Figure 1950/51

- 1909: Woman (Sadness, Head on Knee)
- 1909: Suzanne
- 1910: Salome (Dancer)
- 1910: The Kiss
- 1910: Small Reclining Torso I[6]
- 1910/1911: Woman With Cat
- 1910–1913: Sketch for Ceiling
- 1911/1912: Maternity (La Mère dans les Roches)
- 1912: Medrano I
- 1912: Zwei Körper[7]
- 1912: Porteuse
- 1912: Family Life
- 1912/1913: Dance
- 1913: Carrousel Pierrot (farbige Skulptur)
- 1913: Blue Dancer
- 1913/1914: Boxers
- 1914: Die Geometrie[8]
- 1914: Gondolier[9]
- 1914: Woman in Front of Mirror
- 1915:[10]
- 1915: In the Boudoir
- 1919: Portrait of Mr. and Mrs. Falk
- 1921: Standing Woman
- 1922: Portrait of Artist’s Wife
- 1929: Bust of a Woman
- 1931: Diagonal (Sketch)
- 1935: Family Life (Fragment)
- 1935: Josephine Bonaparte
- 1936: Torso in Space[11]
- 1937: Ma Meditation
- 1939: Moses
- 1942: Tartar Woman
- 1951: Iron Figures (auch Gateway Figures), siehe Bild
- 1954: Birth of Venus
- 1961: Queen of Sheba

## Ausstellungen (Auswahl)
- 1910: Zusammen mit den Kubisten im Salon des Indépendants und im Salon d’Automne, Paris
- 1912: Folkwang-Museum, Hagen
- 1912: Sonderbundausstellung, Köln
- 1913: Armory Show, New York
- 1913: Galerie Der Sturm, Berlin
- 1913: Erster Deutscher Herbstsalon, Berlin
- 1918: Sturm-Ausstellung in Berlin: Alexander Archipenko - Georg Muche
- 1920: Einzelausstellung, im Ukrainischen Pavillon, Biennale Venedig
- 1921: Museum Potsdam
- 1924: Kingore Gallery, Societe Anonyme New York
- 1929: The Arts Club of Chicago in Chicago
- 1947: The Art Institute of Chicago in Chicago
- 1950: Whitney Museum of American Art, New York
- 1955: Große Retrospektive, Wanderausstellung in Deutschland
- 1957: Perls Galleries, New York
- 1960: Saarlandmuseum, Saarbrücken: Retrospektive
- 1962: Retrospective an der Art Gallery of Winnipeg, Kanada
- 2008: Saarlandmuseum, Saarbrücken: Große Retrospektive (Originalgipse, Bronzen, Zeichnungen: Eigenbesitz u. internationale Leihgaben. 18. Oktober 2008 – 18. Januar 2009)[12]